# Drlupa (Sopot)
Pour les articles homonymes, voir Drlupa.

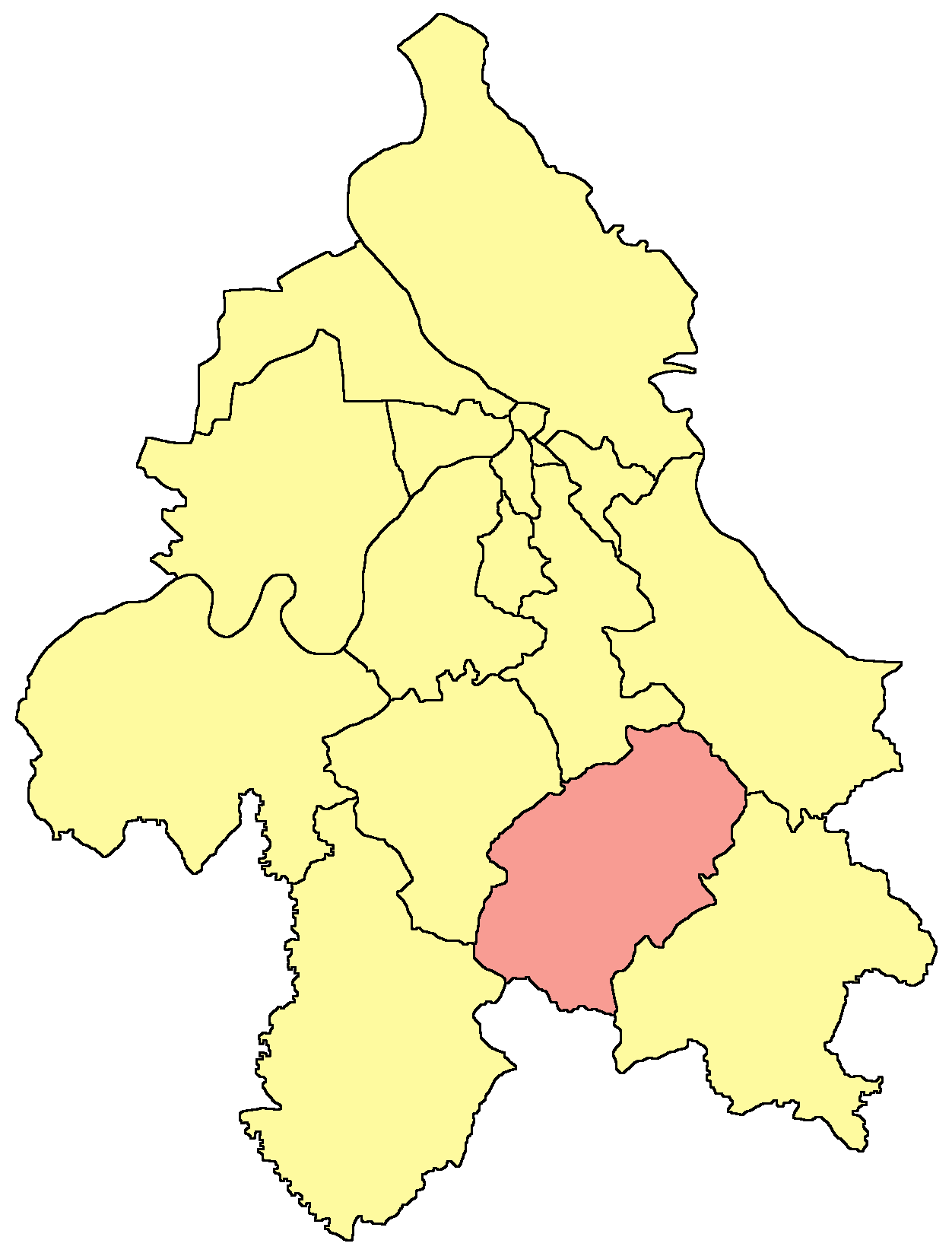
Localisation de la municipalité de Sopot dans la Ville de Belgrade

Drlupa (en serbe cyrillique : Дрлупа) est un village de Serbie situé dans la municipalité de Sopot et sur le territoire de la ville de Belgrade. Au recensement de 2011, il comptait 521 habitants.
Drlupa est située au nord-est du moont Kosmaj.

## Démographie
| 1948  | 1953  | 1961  | 1971 | 1981 | 1991 | 2002 | 2011 |
| ----- | ----- | ----- | ---- | ---- | ---- | ---- | ---- |
| 1 158 | 1 136 | 1 092 | 899  | 774  | 675  | 547  | 521  |

|  |